# Temur Kuybokarov
Pour les articles homonymes, voir Cheng.
Temur Kuybokarov est un joueur d'échecs australien né le 22 juillet 2000 à Tachkent en Ouzbékistan.  Il est affilié à la fédération australienne des échecs depuis 2018 et a remporté le championnat d'Australie en 2020.
Au 1er avril 2021, il est le deuxième joueur australien avec un classement Elo de 2 543 points.

## Biographie et carrière
Né en Ouzbékistan, Temur Kuybokarov remporta la médaille de bronze au championnat d'Asie des moins de 10 ans en 2010. Il déménagea en Australie avec sa famille en 2016. Il finit premier ex æquo de l'open d'Australie en 2017.
Kuybokarov obtint le titre de grand maître international en 2019. Il remporta l'open d'Australie 2019 puis le tournoi de grands maîtres de Melbourne en décembre 2019 devant Frode Urkedal avec 8,5 points sur 9, puis le championnat d'Australie d'échecs à dix-neuf ans en janvier 2020.
En mars 2021, il remporte le tournoi zonal d'Océanie après un match de départage contre Anton Smirnov gagné 4 à 3.
En 2023 puis en 2025, Temur Kuybokarov gagne à nouveau le championnat d'Océanie d'échecs,.